# Prêmio TIM de Música de 2007
O Prêmio da Música Brasileira de 2007, também conhecido como Prêmio TIM de Música de 2007, foi a 18ª edição da premiação. A cerimônia aconteceu no dia 16 de maio de 2007,  no Theatro Municipal do Rio de Janeiro.
A novidade desta edição foi a categoria "Truetones", cujo vencedor foi definido pelo público. A categoria premiou o artista que registrou o maior número de downloads via WAP pela operadora TIM.

## Vencedores e indicados[2]

### Homenageado
- Zé Keti

Os vencedores estão destacados em negrito.
| Aranjador | Canção | Projeto visual |
| --- | --- | --- |
| - Mario Adnet – Jobim Jazz (de Mario Adnet) - Dori Caymmi – Rio–Bahia (de Dori Caymmi e Joyce Moreno) - Henrique Cazes – Radamés e o Sax (de Léo Gandelman) | - Maria Bethânia – "Beira-Mar" - Chico Buarque – "Ela Faz Cinema" - Maria Bethânia – "Kirimurê" | - Gringo Cardia – Pirata (de Maria Bethânia) - Claudia Warrak e Raul Loureiro – Carioca (de Chico Buarque) - Viviane Gandra – Tum Tum Tum (de Déa Trancoso) |
| Revelação | Truetones | |
| - Marcos Tardelli - Mariana Baltar - Rogério Caetano | - Bruno & Marrone – "Choram as Rosas", "Vai Dar Namoro" e "Te Amar Foi Ilusão" - Jota Quest – "Além do Horizonte", "Amor Maior" e "Do Seu Lado" - Vanessa da Mata – "Ai, Ai, Ai...", "Não Me Deixe Só" e "Ainda Bem" | |

### Categoria pop/rock
| Cantor                                           | Cantora                                    | Disco |
| ------------------------------------------------ | ------------------------------------------ | --- |
| - Caetano Veloso - Lenine - Zeca Baleiro         | - Marisa Monte - Angela Ro Ro - Paula Lima | - Caetano Veloso – Cê - Marisa Monte – Infinito Particular - Os Mutantes – Mutantes Ao Vivo - Barbican Theatre, Londres 2006 |
| Grupo                                            |                                            | |
| - Os Mutantes - Cordel do Fogo Encantado - Skank |                                            | |

### Categoria MPB
| Cantor                                         | Cantora                                       | Disco                                                                                         |
| ---------------------------------------------- | --------------------------------------------- | --------------------------------------------------------------------------------------------- |
| - Cauby Peixoto - João Bosco - Renato Braz     | - Maria Bethânia - Leny Andrade - Rosa Passos | - Maria Bethânia – Mar de Sophia - João Bosco – Infinito Particular - Maria Bethânia – Pirata |
| Grupo                                          |                                               |                                                                                               |
| - Chicas - Os Cariocas - Perseptom Banda Vocal |                                               |                                                                                               |

### Categoria samba
| Cantor                                                       | Cantora                              | Disco |
| ------------------------------------------------------------ | ------------------------------------ | --- |
| - Zeca Pagodinho - Marcos Sacramento - Tantinho da Mangueira | - Marisa Monte - Alcione - Ana Costa | - Tantinho da Mangueira – Memória em Verde e Rosa - Bebeto Castilho – Amendoeira - Zeca Pagodinho – Acústico MTV - Zeca Pagodinho 2: Gafieira |
| Grupo                                                        |                                      | |
| - Fundo de Quintal - Galocantô - Quarteto em Cy              |                                      | |

### Categoria canção popular
| Cantor                                            | Cantora                                  | Disco |
| ------------------------------------------------- | ---------------------------------------- | --- |
| - Cauby Peixoto - Jorge Vercillo - Roberto Carlos | - Joanna - Patricia Mellodi - Tânia Mara | - Vander Lee – Pensei que Fosse o Céu - Cauby Peixoto – Eternamente Cauby Peixoto: 55 Anos de Carreira - Edvaldo Santana – Reserva da Alegria |
| Grupo                                             | Dupla                                    | |
| - Roupa Nova - The Originals                      | - Zezé Di Camargo & Luciano              | |

### Categoria regional
| Cantor                                       | Cantora                                                                   | Disco |
| -------------------------------------------- | ------------------------------------------------------------------------- | --- |
| - Dominguinhos - Alceu Valença - Sérgio Reis | - Margareth Menezes - Daniela Mercury - Déa Trancoso                      | - Alceu Valença – Marco Zero - Ao Vivo - Antônio Nóbrega – Nove de Frevereiro - Vol. 2 - Déa Trancoso – Tum Tum Tum |
| Grupo                                        | Dupla                                                                     | |
| - Rio Maracatu - Timbalada - Trio Forrozão   | - João Mulato & Douradinho - César Oliveira & Rogério Melo - Mayck & Lyan | |

### Categoria instrumental
| Disco                                                                                               | Solista                                            | Grupo                                                                    |
| --------------------------------------------------------------------------------------------------- | -------------------------------------------------- | ------------------------------------------------------------------------ |
| - Léo Gandelman – Radamés e o Sax - Mario Adnet – Jobim Jazz - Toninho Ferragutti – Nem Sol Nem Lua | - Hamilton de Holanda - Odair Assad - Sérgio Assad | - Hamilton de Holanda Quinteto - Hamleto Stamato Trio - UFRJazz Ensemble |

### Categoria especial
| DVD | Disco de língua estrangeira                                                                               | Disco erudito |
| --- | --- | --- |
| - Milton Nascimento – Radamés e o Sax - Alceu Valença – Marco Zero - Ao Vivo - Chico Buarque – Desconstrução                                                 | - Sérgio Mendes – Timeless - Delicatessen – Jazz + Bossa - Sepultura – Dante XXI                          | - Nelson Freire – Brahms: The Piano Concertos - Orquestra Sinfônica do Estado de São Paulo – Symphonies 4 & 9, Ponteio, Frevo - Odair Assad, Sérgio Assad e St. Gallen Symphony Orchestra – Two Concerts for Two Guitars |
| Disco infantil | Projeto especial                                                                                          | Disco eletrônico |
| - Vários artistas – Forró para Crianças - José Mauro Brant – Contos, Cantos e Acalantos - Viviane Beineke e Sérgio Paulo Ribeiro de Freitas – Lenga la Lenga | - Wagner Tiso – Um Som Imaginário: 60 Anos - Sérgio Sampaio – Cruel - Vários artistas – Aquarela do Samba | - DJ Patife – Na Estrada - Manoel Vanni – Automan - DJ Mau Mau – Art, Plugs and Soul |

### Categoria voto popular
| Cantor | Cantora |
| --- | --- |
| - Jorge Vercillo - Alceu Valença - Caetano Veloso - Cauby Peixoto - Dominguinhos - João Bosco - Lenine - Marcos Sacramento - Renato Braz - Roberto Carlos - Sérgio Reis - Tantinho da Mangueira - Zeca Baleiro - Zeca Pagodinho | - Marisa Monte - Alcione - Ana Costa - Angela Ro Ro - Daniela Mercury - Déa Trancoso - Joanna - Leny Andrade - Margareth Menezes - Maria Bethânia - Marisa Monte - Patricia Mellodi - Paula Lima - Rosa Passos - Tânia Mara |